# Ľubomír Šatka
Ľubomír Šatka, né le 2 décembre 1995 à Ilava en Slovaquie, est un footballeur international slovaque qui évolue au poste de défenseur à Samsunspor en Pologne.

## Biographie

### En club
Formé par le club du FK Dubnica en Slovaquie, Ľubomír Šatka rejoint Newcastle United à l'été 2012, à l'âge de seize ans. Il y joue ses premiers matchs avec les espoirs, en Premier League 2. En toute fin de saison 2013-2014, il est inclus dans le groupe professionnel et s'assoit sur le banc d'Anfield pour la dernière journée du championnat.
Capitaine des espoirs la saison suivante, il joue son premier et unique match professionnel avec Newcastle le 3 janvier 2015, en Coupe d'Angleterre contre Leicester City (défaite 1-0).
Le 29 janvier 2016, il rejoint pour quelques mois le club de York City (quatrième division) en prêt. Il y jouera six matchs.
Devant le manque de perspectives sportives en Grande-Bretagne, Šatka décide de retourner en Slovaquie à l'hiver 2017, dans le club du DAC Dunajská Streda, sur la base d'un prêt de six mois puis dans le cadre d'un transfert définitif.
Avec le Dunajská Streda, il joue un total de 69 matchs en première division slovaque, inscrivant trois buts.
Le 8 août 2018, lors du 3e tour de la Coupe de Slovaquie, il se met en évidence en étant l'auteur d'un doublé sur la pelouse du MŠK Púchov (victoire 2-5).
Il est ensuite transféré en juillet 2019 au club polonais du Lech Poznań. Il joue son premier match en première division polonaise le 17 août 2019, lors d'un déplacement sur la pelouse de l'Arka Gdynia (0-0). Il inscrit son premier but dans ce championnat le 19 décembre 2019, contre cette même équipe, lui permettant de réaliser le match nul (1-1). Le 15 août 2020, lors du 1er tour de la Coupe de Pologne, il réalise un doublé à l'extérieur contre l'Odra Opole (victoire 1-3).
Avec Poznań, il participe pour la première fois à un tour principal de Coupe d'Europe, lors de la saison 2020-2021 de la Ligue Europa. Il joue cinq matchs dans cette compétition, avec pour résultats une seule victoire, face au Standard de Liège, et quatre défaites.

### En sélection nationale
Avec les espoirs, il joue dix matchs entre 2014 et 2017. Il participe avec cette équipe au championnat d'Europe espoirs en 2017. Lors de cette compétition organisée en Pologne, il ne joue qu'un seul match, contre la Suède, mais parvient tout de même à se mettre en valeur en inscrivant le dernier but. Malgré un bilan honorable de deux victoires et une défaite, la Slovaquie ne dépasse pas le premier tour du tournoi.
Le 22 mars 2018, il figure pour la première fois sur le banc des remplaçants de l'équipe nationale A, mais sans entrer en jeu, lors d'une rencontre face aux Émirats arabes unis (victoire 2-1). Il reçoit finalement sa première sélection en équipe de Slovaquie trois jours plus tard, contre la Thaïlande, lors de la finale de la King's Cup (victoire 2-3 à Bangkok).

## Palmarès
- Vainqueur de la King's Cup en 2018 avec l'équipe de Slovaquie
- Vice-champion de Slovaquie en 2019 avec le DAC Dunajská Streda
- Vice-champion de Pologne en 2020 avec le Lech Poznań